# کورکند (داغستان)
کورکند (به لاتین: Kurkent) یک منطقهٔ مسکونی در روسیه است که در داغستان واقع شده‌است.